# Ausztrál bikacápa
Az ausztrál bikacápa (Heterodontus portusjacksoni) a porcos halak (Chondrichthyes) osztályának bikafejűcápa-alakúak (Heterodontiformes) rendjébe, ezen belül a bikafejűcápa-félék (Heterodontidae) családjába tartozó faj.
Nemének a típusfaja.

## Előfordulása
Az ausztrál bikacápa előfordulási területe az Indiai-óceán déli fele, valamint a Csendes-óceán délnyugati része Ausztrália és Új-Zéland között. A Dél-afrikai Köztársasághoz közeli állományát, korábban külön fajként kezelték, Heterodontus bona-spei név alatt.

## Megjelenése
Az átlagos hossza 137 centiméter, de elérheti a 165 centimétert is. Azonban 80-95 centiméteresen már felnőttnek számít. A hátúszóján 2 darab tüske található. A sötét árnyalatú testén, több fekete, rendezetlen sáv húzódik.

## Életmódja
Mérsékelt övi vagy szubtrópusi porcoshal-faj, amely akár 275 méteres mélységig is leúszik. A kontinentális self lakója. A tengerfenék közelében tölti életét. Ha rajokat alkot, azok mindig azonosneműek és korúak. Fenéklakó gerinctelenekkel, főleg tüskésbőrűekkel táplálkozik. Éjszaka vadászik, nappal sziklarepedésekbe rejtőzködik. Évente vándorutakat tesz a táplálkozási és szaporodási területek között.

## Szaporodása
Mint minden cápa, az ausztrál bikacápa is belső megtermékenyítés által szaporodik. A tojástokot rakó cápák egyike. A nőstény méretétől és állapotától függően 10-16 tojástokot rakhat. A tojástokon csavarszerű kinövések vannak, melyek segítségével megkapaszkodnak a sziklarésekbe. A nőstény 1-5 méteres mélységbe tojik, a szabad természetben augusztus-szeptember között. Fogságban 8-17 naponként 2-2 tojástokot rak. A kikeléshez 9-12 hónap kell, hogy elteljen. A kis cápák beúsznak az öblökbe és folyótorkolatokba.

## Felhasználása
Habár ehető faj, az ausztrál bikacápának az efféle halászata, csak kismértékű. Annál többet fognak be belőle a városi akváriumok számára. Amikor járnak vele vigyázni kell, mivel tüskéi és a harapása is fájdalmas, viszont nem életveszélyes.

## Képek

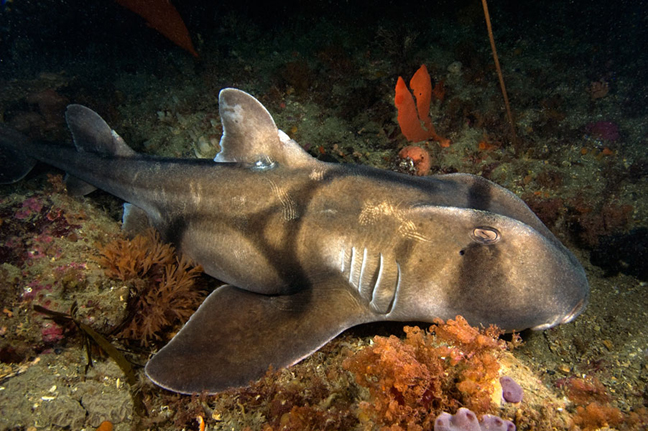
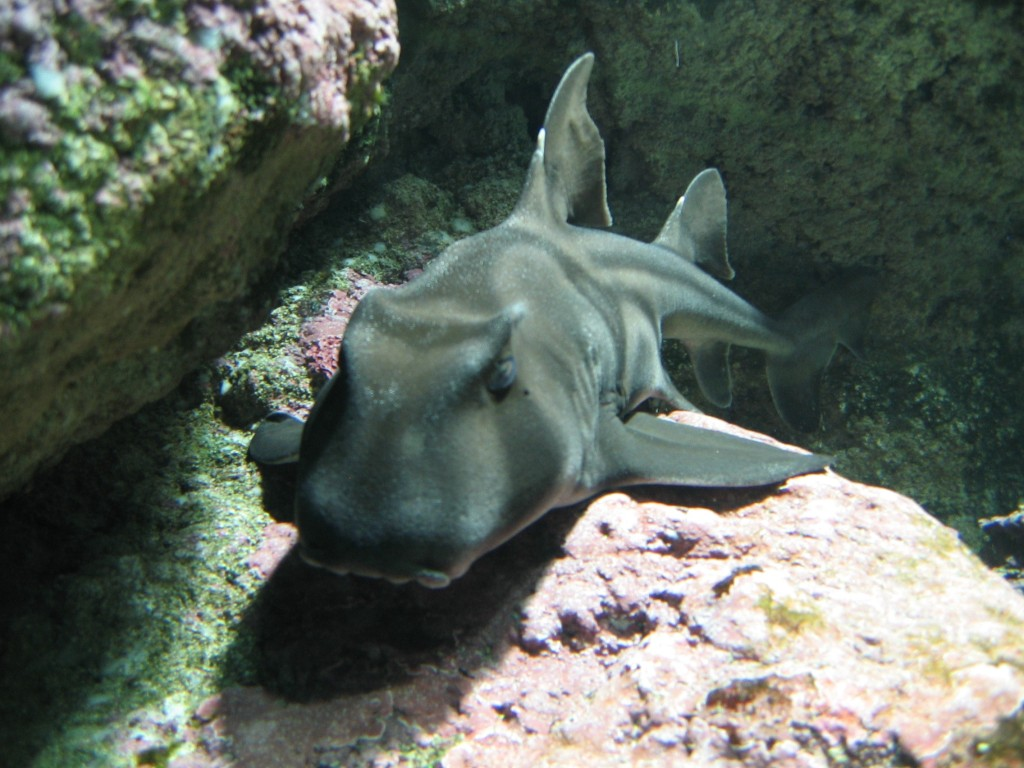
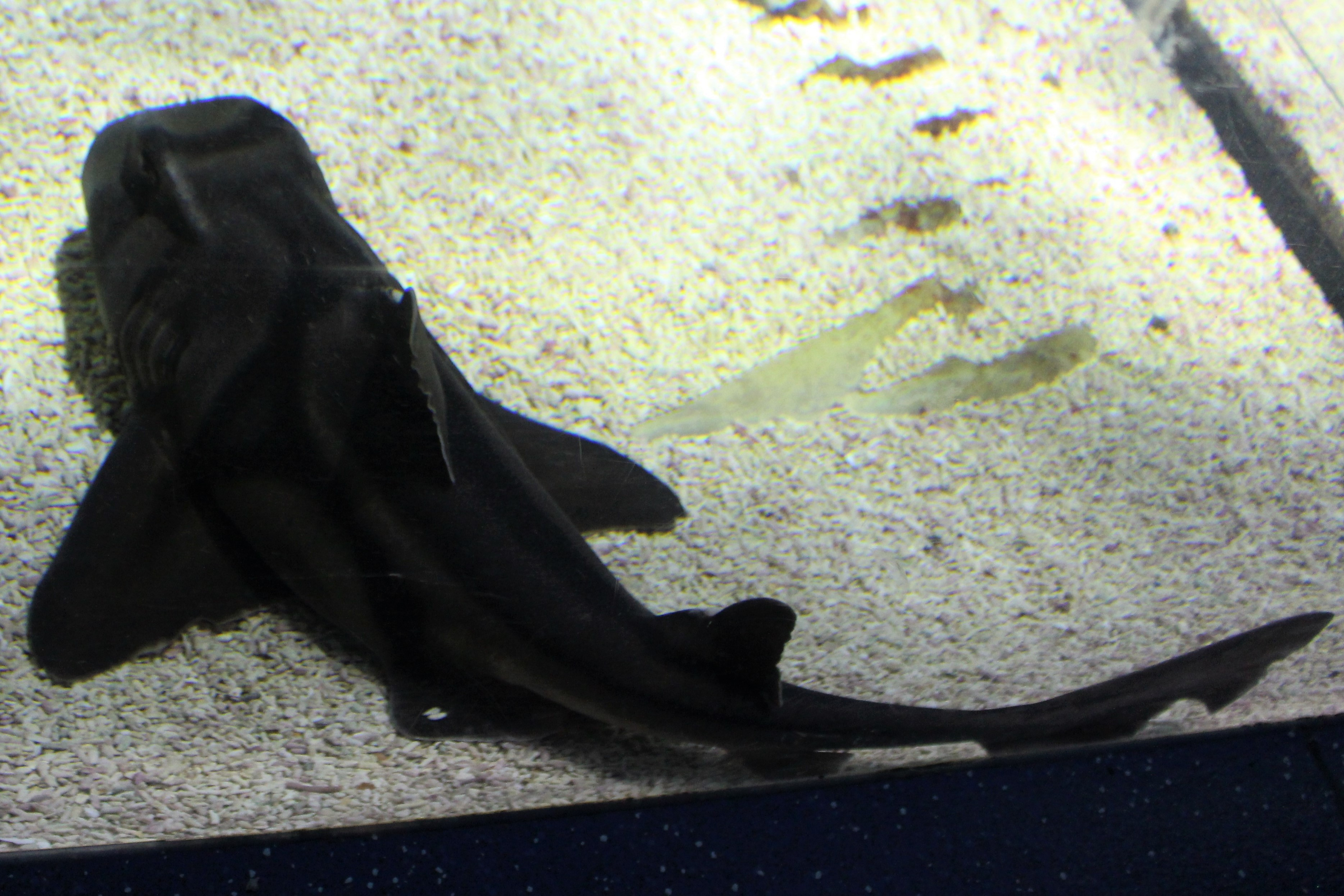
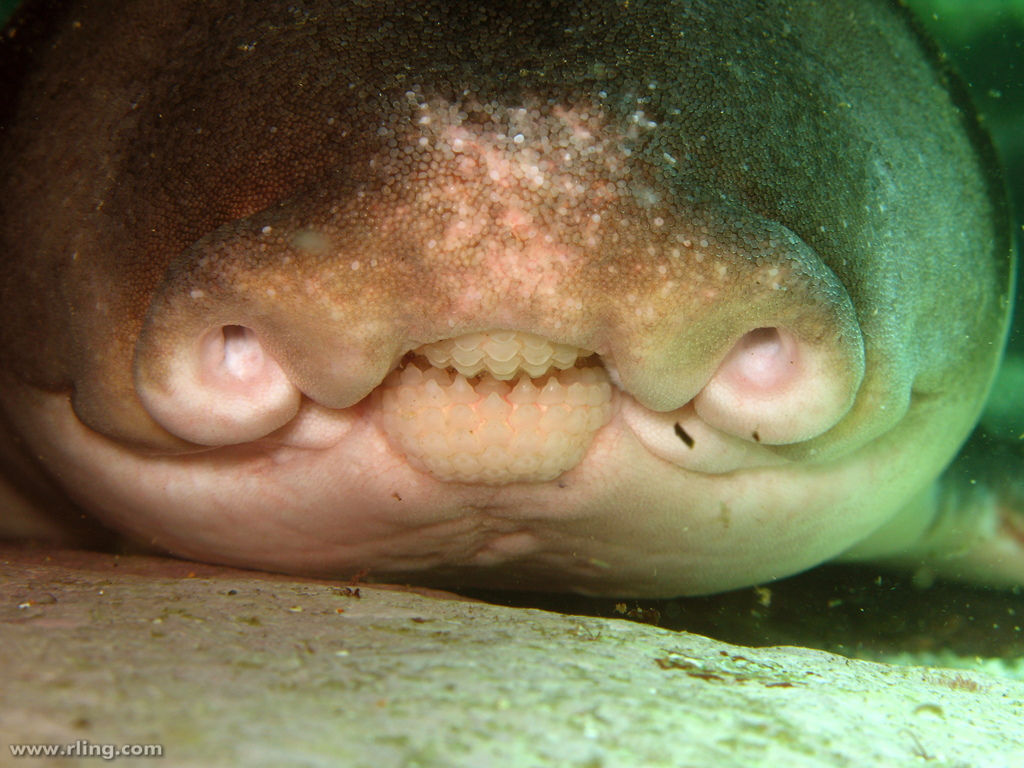
A fogazatának egy része
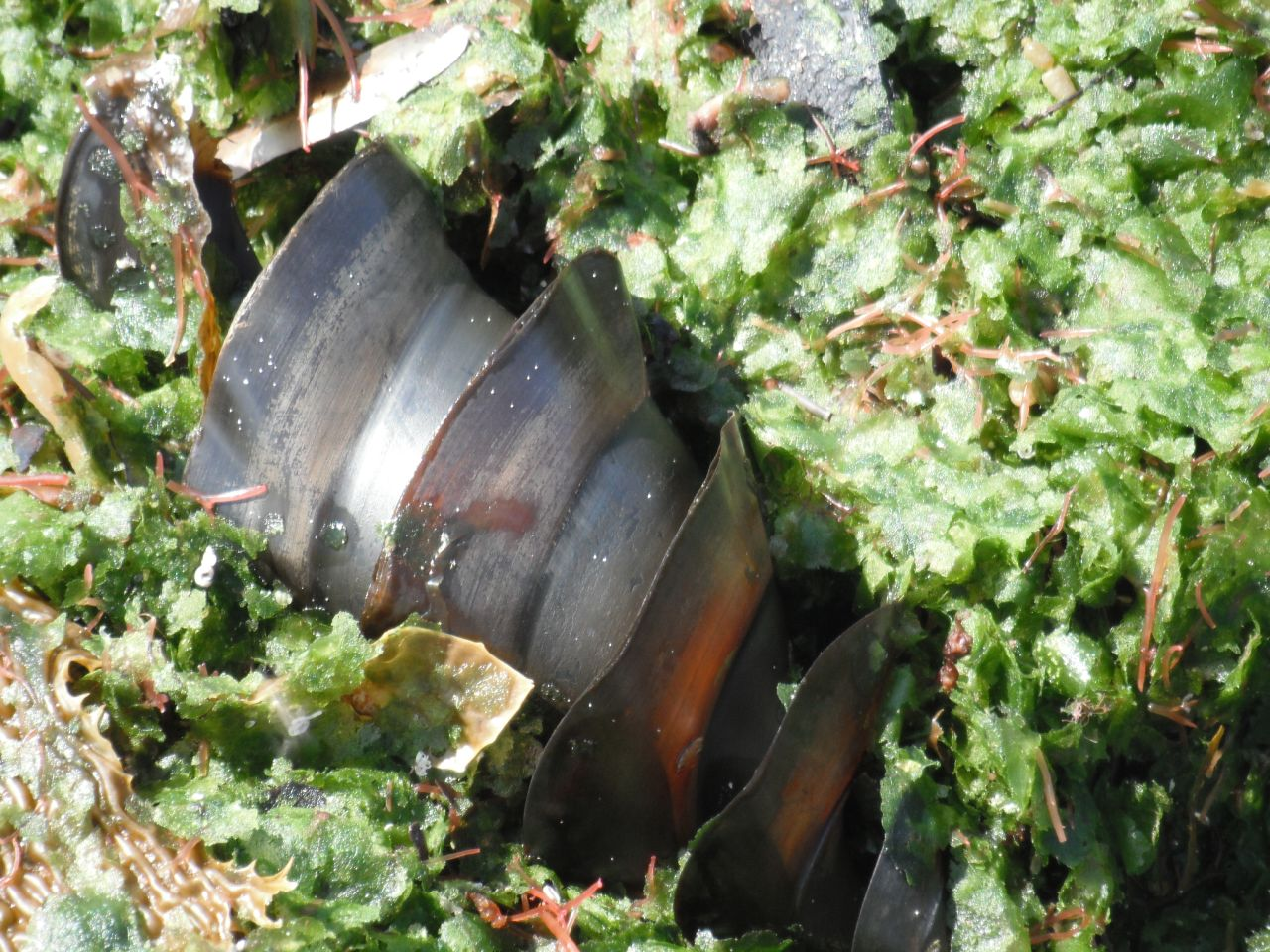
A tojástokja